# Campionati del mondo di ciclocross 2021 - Gara femminile Under-23
La sesta edizione della gara femminile Under-23 dei Campionati del mondo di ciclocross 2021 si svolse il 31 gennaio 2021 con partenza ed arrivo da Ostenda in Belgio, su un percorso iniziale di 100 mt più un circuito di 2,9 km da ripetere 4 volte per un totale di 11,70 km. La vittoria fu appannaggio dell'olandese Fem van Empel, la quale terminò la gara in 36'59", alla media di 18,981 km/h, precedendo la connazionale Aniek van Alphen e l'ungherese Kata Blanka Vas terza.
Partenza con 37 cicliste, delle quali 36 portarono a termine la competizione.

## Squadre partecipanti
| N.    | Cod. | Squadra       |
| ----- | ---- | ------------- |
| 1-4   | FRA  | Francia       |
| 5-11  | NLD  | Paesi Bassi   |
| 12-14 | ITA  | Italia        |
| 15    | SUI  | Svizzera      |
| 16    | USA  | Stati Uniti   |
| 17    | ESP  | Spagna        |
| 19-21 | GBR  | Gran Bretagna |

| N.    | Cod. | Squadra     |
| ----- | ---- | ----------- |
| 22-27 | BEL  | Belgio      |
| 28-29 | CAN  | Canada      |
| 30    | HUN  | Ungheria    |
| 31    | CZE  | Cechia      |
| 34-38 | POL  | Polonia     |
| 39-40 | DNK  | Danimarca   |
| 41    | LUX  | Lussemburgo |

## Ordine d'arrivo (Top 10)
| Pos. | Corridore                | Squadra     | Tempo   |
| ---- | ------------------------ | ----------- | ------- |
| 1    | Fem van Empel            | Paesi Bassi | 36'59"  |
| 2    | Aniek van Alphen         | Paesi Bassi | a 3"    |
| 3    | Kata Blanka Vas          | Ungheria    | a 9"    |
| 4    | Inge van der Heijden     | Paesi Bassi | a 27"   |
| 5    | Francesca Baroni         | Italia      | a 54"   |
| 6    | Puck Pieterse            | Paesi Bassi | a 56"   |
| 7    | Manon Bakker             | Paesi Bassi | a 1'04" |
| 8    | Anna Kay                 | Regno Unito | a 1'10" |
| 9    | Marthe Truyen            | Belgio      | a 1'53" |
| 10   | Marion Norbert-Riberolle | Francia     | a 2'11" |